# František Halíř
František Halíř (Jablonec nad Nisou, 10 maggio 1950) è un ex slittinista cecoslovacco, dal 1993 ceco.

## Partecipazioni olimpiche
| Competizione | Pos. | Data             | Città    |
| ------------ | ---- | ---------------- | -------- |
| Singolo      | 20ª  | 4 febbraio 1968  | Grenoble |
| Doppio       | 14ª  | 18 febbraio 1968 | Grenoble |